# Protokollarische Rangordnung in Belgien
Die Protokollarische Rangordnung in Belgien ist nicht durch Gesetze oder Verordnung festgelegt, wurde und wird jedoch in den Medien veröffentlicht. Versuche, die Reihenfolge insbesondere in Bezug auf die hochrangigen katholischen Würdenträger zu verändern, scheiterten 2010. Insgesamt umfasst die Liste 164 Personen.

## Protokollarische Rangfolge (Auszug)
1. Der König der Belgier
2. Die Königin
3. König Albert II. und Königin Paola
4. Die Herzogin von Brabant, als Thronfolgerin
5. Die Mitglieder der Königlichen Familie in der Reihenfolge der Thronfolge.
6. Die römisch-katholischen Kardinäle
7. Der Doyen des in Belgien akkreditierten Diplomatischen Corps
8. Der Präsident des Europäischen Parlaments
9. Der Präsident der Abgeordnetenkammer und der Präsident des Senats
10. Der Präsident und die Mitglieder des Europäischen Rats
11. Der belgische Premierminister
12. Die Vizepremierminister
13. Der Präsident und die Mitglieder des Rats der Europäischen Union
14. Der Belgische Außenminister, wenn ausländische Diplomaten anwesend sind
15. Der Präsident der Europäischen Kommission, Der Präsident der parlamentarischen Versammlung der NATO und der Generalsekretär der NATO (in einem jährlichen Wechsel)
16. a. Die Vorsitzenden des Verfassungsgerichtshofes, wobei im jährlichen Wechsel der niederländischsprachige und französischsprachige Vorsitzenden den Vorrang hat; b. Der Erster Präsident und Generalstaatsanwalt des Kassationshofs; c. Der Erste Präsident des Rechnungshofs und der Erste Präsident und Generalauditor des Staatsrats gemäß ihrem Dienstalter
17. Die Präsidenten der Parlamente der Gemeinschaften und Regionen nach ihrem Lebensalter.
18. Die Vizepräsidenten und Mitglieder der Kommission der Europäischen Union
19. Die Ministerpräsidenten der Regierungen der Gemeinschaften und Regionen nach ihrem Lebensalter
20. Die übrigen Mitglieder der Regierungen der Gemeinschaften und Regionen entsprechend der Rangfolge der Ministerpräsidenten.
21. Die Staatssekretäre und Regierungskommissare der föderalen Regierung
22. Die Staatssekretäre der Region Brüssel-Hauptstadt
23. Die Staatsminister
24. Die Richter des Internationalen Gerichtshofs in Den Haag.
25. Die Richter, Generalanwälte und Kanzleichefs des Gerichtshofs der Europäischen Union.
26. Der Ständige Vertreter Belgiens bei der Europäischen Union und Ständige Vertreter bei der NATO (im jährlichen Wechsel)
27. Die Leiter der belgischen Missionen bei der Europäischen Union und bei der NATO
28. Der Präsident des Hohen Justizrats ("Hoge Raad voor de Justitie"/"Conseil supérieur de la Justice")